# Chris Harper
Chris Harper (født 23. november 1994 på Thursday Island) er en cykelrytter fra Australien, der er på kontrakt hos Team Jayco AlUla.